# Westminster Millennium Pier

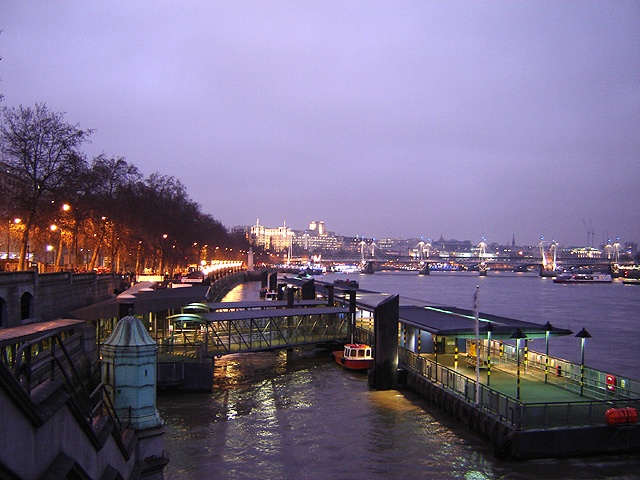
Cheiul Westminster Millennium

Westminister Millennium este un chei de acostare pe râul Tamisa, în Londra.